# Lacătul minune
Lacătul minune este un film românesc din 1955 regizat de Matty Aslan, Jean Moraru.